# Galgamácsa
Galgamácsa è un comune dell'Ungheria di 1.971 abitanti (dati 2001) situato nella contea di Pest, nell'Ungheria settentrionale.